# Ueberall (Zeitschrift)
Ueberall – illustrierte Zeitschrift für Armee und Marine (auch: Überall) war eine von 1898 bis 1919 monatlich erscheinende deutsche militärische Fachzeitschrift. Sie erschien zunächst im Verlag Bong in Berlin, Leipzig, Wien und Stuttgart, danach bei Boll und Pickardt in Berlin. Der Nebentitel lautete anfangs Deutsche Flottenzeitung. Beilagen waren im Laufe der Zeit: Sport-Ueberall, Frauen-Ueberall, Aerztliches Ueberall, Technische Beilage und Technisches Ueberall. In ihr ging die nur in den Jahren 1900 und 1901 erschienene Armee und Marine – illustrierte Wochenschrift auf.
Die Gesellschaft für Heereskunde veröffentlichte in dem Magazin zwischen 1902 und 1914 insgesamt 169 Artikel, bevor sie ab 1929 mit der noch heute erscheinenden Zeitschrift für Heereskunde selbst ein Magazin herausgab.